# Cnemidaria spectabilis
Cnemidaria spectabilis là một loài thực vật có mạch trong họ Cyatheaceae. Loài này được (Kunze) R.M. Tryon mô tả khoa học đầu tiên năm 1970.